# Ribeirão dos Dourados (vattendrag i Goiás)
Ribeirão dos Dourados är ett vattendrag i Brasilien.   Det ligger i delstaten Goiás, i den sydöstra delen av landet, 240 km sydväst om huvudstaden Brasília.
Omgivningen kring Ribeirão dos Dourados är huvudsakligen savann. Området är  glesbefolkat, med 13 invånare per kvadratkilometer.